# Crossocheilus klatti
Crossocheilus klatti és una espècie de peix cipriniforme de la família dels ciprínids que es troba a l'oest de Turquia.